# Kémi Séba
Stellio Gilles Robert Capo-Chichi (Estrasburgo, 19 de diciembre de 1981), más conocido por su alias Kémi Séba, es un líder político, ideólogo panafricanista,  escritor  anticolonialista, antisionista, considerado en África y el Caribe , combo un campeón de la causa negra, y la inversa en Occidente por ciertas corrientes pro-israelis,  como un supremacista negro y un antisemita. Después agosto de 2024, fue nombrado asesor especial del presidente de Níger.
Ganó en visibilidad en la década de 2000  por sus posiciones extremistas pro-negras y por antisionistas,  y en 2006 su grupo, Tribu Ka, fue prohibido por incitar al odio racial. En febrero de 2011 se trasladó a África, donde continúa su activismo político. Es considerado por los especialistas como como figura popular  pero controvertido  en la lucha contra el franco CFA y el neocolonialismo en el siglo XXI.
Desde abril de 2013, es analista geopolítico en varias televisiones de África occidental   y da conferencias sobre panafricanismo en muchas universidades africanas. Él es el iniciador de las manifestaciones contra el franco CFA·· que tuvo lugar en enero de 2017 en varios países africanos de habla francesa. En enero de 2018, fue elegido como la Personalidad Africana del Año 2017 por Africanews,  por su lucha contra el neocolonialismo francés y el Franco CFA en África.

## Biografía
Nació el 19 de diciembre de 1981 en Estrasburgo (Francia), en el seno de una familia de ascendencia beninesa.

## Formación académica
Kemi Seba es conocido por tener una formación académica atípica.
Kemi Seba estaba en el instituto, era estudiante de la sección de ciencias, antes de empezar a faltar a clases y a vagar por las calles de los suburbios de París, en los guetos afros, para gran disgusto de sus padres. Finalmente retomará sus clases nocturnas en la Facultad de Derecho de la Universidad París X Nanterre, de 2000 a 2002, obteniendo su diploma  en capacidad en derecho , con honores y siendo el primero de su clase, siendo primero entre 200 estudiantes en el primer año. Luego abandonará la universidad para dedicarse estrictamente a su formación ideológica a través del activismo político. No fue hasta 2011 que retomaría sus estudios universitarios, esta vez en filosofía política y metodología de la investigación. Tras una formación acelerada en filosofía, de 2011 a 2015, bajo la dirección del reconocido filósofo gabonés Grégoire Biyogo, en el ICAD (Instituto Cheik Anta Diop) de Libreville. Al final de este proceso, concluido una vez más con distinción, Kemi Seba fue nombrada investigadora en filosofía dentro del mismo instituto.
En abril de 2025, Kemi Seba recibió un doctorado honorario en ciencias políticas de la Universidad congoleña Bel Campus, por su impacto ideológico sobre el panafricanismo en el siglo XXI, en África y el Caribe.

## Formación política
Se unió a la secta supremacista negra Nación del Islam (NOI) con sede en los Estados Unidos cuando tenía dieciocho años , y más tarde formuló su propia ideología mientras visitaba Egipto en sus veinte inspirado por el afrocentrismo y el kemetismo. Durante este período de ruptura con la Nación del Islam,se presentaba como un neo-pagano, contrario a las religiones abrahámicas;  adquirió notoriedad global como antisionista .  Es en este período  en 2004 que funda el movimiento suprematista negro francés   «Tribu KA»  ( disuelve  en 2006).
Anunció después de su primera estancia en prisión su conversión al Islam  inspirado por René Guénon    en el verano de 2008. 
En abril de 2009, fue condenado a 8 meses de prisión con suspensión de condena por incitación al odio racial por hacer las siguientes declaraciones:
«(Instituciones internacionales como el FMI, el Banco Mundial y la Organización Mundial de la Salud) están dirigidas por sionistas que imponen a África y a su diáspora unas condiciones de vida tan excrementicias que el campo de concentración de Auschwitz podría parecer el paraíso terrenal». Anteriormente, se había hecho famoso por sus llamamientos públicos a «dar muerte a los sionistas»:
En 2014, siempre inspirado en las tesis de Réné Guénon, se interesará por la metafísica antes de especializarse en el estudio del Vodou, siempre bajo los prismas de las enseñanzas de Réné Guénon.
En abril de 2010, Malik Zulu Shabazz, del Nuevo Partido Pantera Negra (NBPP), nombró a Kémi Séba como el representante del movimiento en Francia. Kémi Séba desempeñó el cargo de jefe de la rama de habla francesa del NBPP.
En 2011 abandonó el NBPP y se trasladó a Senegal, donde continuó con su activismo político impartiendo conferencias en universidades africanas. A partir de 2013 también trabajó como analista político en varios canales africanos de televisión. Esto lo ganó una cierta popularidad entre la juventud africana de habla francesa, que lo consideró como un defensor de la soberanía africana.
En marzo de 2015, Kémi Séba fue recibido por Mahmoud Ahmadinejad para hablar de la necesidad de colaborar entre los países del Tercer Mundo, enfrentado con lo que ellos consideran el «imperialismo occidental».
Él es el iniciador de las manifestaciones contra el franco CFA que tuvo lugar en enero de 2017 en varios países africanos de habla··.
En septiembre de 2017 el gobierno senegalés decretó la expulsión del país de Séba por suponer una «amenaza grave para el orden público».
En diciembre de 2017, fue invitado a Moscú por el intelectual ruso Aleksandr Duguin para hablar acerca de una necesidad de crear una alianza geopolítica entre los movimientos panafricanista y el eurasianista para unirse contra la hegemonía de occidente y consolidar el proyecto político de un «mundo multipolar»·.
En enero de 2018, fue elegido como la Personalidad Africana del Año 2017 por Africanews,  por su lucha contra el neocolonialismo francés y el Franco CFA en África.
En diciembre de 2019, como parte de una conferencia en la Universidad Joseph Ki-Zerbo en Uagadugú, Kemi Seba denunció la presentación de presidentes africanos al gobierno francés [130] y calificó a los presidentes de Burkinabè como "colador o robot", Nigerien "Loco", "titiritero" marfileño y "titiritero" francés. [131] Luego de sus comentarios, Kémi Séba fue arrestado y luego sentenciado a una sentencia de prisión suspendida de dos meses y una multa de 200,000 francos CFA por desacato a los jefes de Estado. [132] Sin embargo, él afirma no lamentar sus Palabras. 
En diciembre de 2019, mientras acusó a Francia de ser parcialmente responsable del terrorismo en el Sahel, Kémi Séba se puso a disposición de los ejércitos regionales para luchar contra los yihadistas. Por lo tanto, propuso a los presidentes del G5 Sahel la creación de un grupo de "voluntarios civiles panafricanos".
El 23 de febrero de 2020, Séba regresó a Senegal para asistir a la apelación de su juicio por haber quemado una nota de franco CFA. Fue arrestado en el aeropuerto de Blaise-Diagne, detenido por 30 horas y luego deportado a Bélgica. La celebración del juicio se aplaza.
En octubre de 2020, Kémi Séba fue a Côte d'Ivoire para solicitar el aplazamiento de las elecciones presidenciales de 2020, tras un tercer mandato de Alassane Ouattara.
En octubre de 2021, tres años después de haber sido rechazado en el aeropuerto de Conakri, a Kemi Seba se le permitió ingresar a territorio guineano desde donde conoció a Mamady Doumbunya.[cita requerida]
En febrero de 2024, las autoridades francesas iniciaron un procedimiento de pérdida de la nacionalidad francesa contra Kemi Seba, Kemi Seba también posee la nacionalidad beninesa. Las autoridades francesas acusan a Kemi Seba de difundir el sentimiento antifrancés en África Occidental.
El 9 de julio de 2024, en virtud de un decreto publicado en el Diario Oficial francés, Kemi Seba queda definitivamente despojado de su nacionalidad francesa.
En enero de 2025, Kémi Séba expresó su intención de presentarse a las elecciones presidenciales de 2026 en Benín.
El 31 de marzo de 2025, Kemi Seba fue arrestado mientras se preparaba para realizar una conferencia de prensa. El 3 de mayo de 2025, organizó una conferencia dedicada a denunciar el franco CFA y a cuestionar los acuerdos heredados de la colonización en África Central.

## Viaje espiritual
El camino espiritual de Kemi Seba se basa en un enfoque profundamente dialéctico. De hecho, tras iniciar su proceso religioso uniéndose a un islam heterodoxo pro-negro en 1999 a través de la Nación del Islam (que constituirá la tesis de su camino espiritual), evolucionará a partir de 2002 hacia lo que se convertirá en la antítesis de su camino: su conversión al kemitismo afrocéntrico (caracterizado por la hostilidad hacia las religiones reveladas, el deseo de retornar a los orígenes cosmogónicos y espirituales de los pueblos africanos, con Egipto como base espiritual, y un prisma supremacista negro).
Unos años más tarde, en 2008, alcanzó la síntesis de su trayectoria espiritual al descubrir en prisión los escritos del metafísico francés René Guénon. Estos últimos, que abordan la tradición primordial, permitieron a Kemi Seba reconciliar metafísicamente su relación con las religiones reveladas y con el kemitismo, viendo finalmente en estos dos principios aparentemente antagónicos una raíz común (la tradición primordial) y, por lo tanto, de facto, una complementariedad en lugar de una oposición. También abandonará su visión supremacista, prefiriendo, a partir de entonces, integrar una percepción etnodiferencialista de los pueblos, valorando la primordialidad de los pueblos negros, por su existencia primordial en la historia.
Ya perennialista, se reincorporó a la Nación del Islam en 2010, con la esperanza infructuosa de promover el marco analítico de la escuela de la Tradición Primordial dentro de la organización. Finalmente, abandonó la organización definitivamente en 2013, interesándose posteriormente por el estudio de las espiritualidades africanas y sus diversos procesos iniciáticos desde una perspectiva estrictamente perennialista. En este sentido, se inició en el vudú en 2013, allanando así el camino para la corriente africana de la escuela de la Tradición Primordial, que conceptualizó bajo el título de su libro homónimo "Filosofía del Panafricanismo Fundamental". Esta corriente pretende ser un cuerpo de reflexiones metafísicas que promueva la unidad de las personas negras de todas las creencias espirituales. Un panafricanismo fundamental que argumenta que las diferentes religiones adoptadas por las personas negras son como las múltiples ramas de un árbol cuya raíz absoluta es la Tradición Primordial.
En resumen, Kemi Seba fue pues un seguidor de la Nación del Islam, luego de su antítesis a través del kemitismo afrocéntrico, antes de concluir su búsqueda espiritual mediante la síntesis de estas dos corrientes, a través de la escuela de la tradición primordial en su sentido africano, conceptualizada bajo el nombre de Filosofía del panafricanismo fundamental.

## Reconocimientos
- Personalidad africana del año de 2017 por Africanews (enero de 2018)[cita requerida]

## Publicaciones
- Supra-négritude, essai, éditions Fiat Lux, 2013, préface de Grégoire Biyogo.
- Black Nihilism, essai, éditions Fiat Lux, 2014.
- Obscure époque, essai, éditions Fiat Lux, 2016.
- Black Nihilism Tome 2, essai, éditions Fiat Lux, 2018.
- L'Afrique libre ou la mort, essai, Fiat Lux, 2018.
- Philosophie de la panafricanité fondamentale, Fiat Lux, 2023.